# Luis Figuerola-Ferretti
Luis Figuerola-Ferretti Gil (Madrid, 17 de enero de 1946-25 de noviembre de 2015) fue un periodista español.

## Biografía
Tras pasar por el Colegio del Pilar (Madrid), realizó estudios universitarios de Derecho en las Universidades Complutense de Madrid, de Barcelona y en Salamanca. En Madrid hizo algunos de sus mejores amigos y se dio a conocer como imitador parodiando a los catedráticos en la Fiesta del Rollo.
Después de licenciarse en Derecho, estudió cuatro cursos de Periodismo. Obtuvo la licenciatura en Ciencias de la Información gracias a los quince años que trabajó en publicidad al crearse la carrera. Destacaba que sobre todo, aprendió leyendo y observando.
Mientras hacía la carrera comenzó a trabajar como redactor de publicidad. Trabajó de creativo en diversas agencias de publicidad de 1967 a 1984, año en que creó la suya propia. Trabaja en la radio desde 1982.

### Ámbito radiofónico
Asomó a la radio por vez primera en 1982, debutando en Directo, directo de Radio Nacional al mando de Julio César Iglesias. Su primera colaboración fija -una vez a la semana- fue en 1984, en el programa matinal El bus del cole, presentado por José Luis Arriaza en Radio 80. Al año siguiente es llamado a la Cadena SER por Iñaki Gabilondo, quien le propone colaborar en Hoy por hoy, programa matinal de la cadena. Coincide de nuevo con Julio César Iglesias, que empieza a armar de las suyas en un espacio nocturno de humor e imitaciones al que más tarde se incorporaría Javier Capitán. Así nacía La Verbena de la Moncloa, programa que en 1990 recibió el premio Ondas.
Permanece en la SER hasta 1996, año en que comienza a colaborar habitualmente con Carlos Herrera, Julio César Iglesias, Antonio Jiménez, Olga Viza y Javier Capitán en RNE hasta 2007.
El 31 de agosto de 2009, Ely del Valle y Enrique Campo lo fichan para actuar en La mañana de la cadena Cope.
Sus últimos trabajos en radio los hace en RNE. En le temporada 2012/13 colabora con Manolo HH en el programa El día menos pensado. En 2014 está con algunos de sus personajes más conocidos -y alguno nuevo, como Chelo Panoli- en la edición de verano de No es un día cualquiera, dirigida por Carlos Santos.
Cantó en el coro de San Jerónimo el Real, desde 2010 en el Coro de la Universidad CEU San Pablo y desde octubre de 2012 en el Coro Bach Studio, y Ensemble Koiné. Publicó numerosos artículos en prensa, en revistas especializadas del sector publicitario y también biografías y obras de sus diversas invenciones.